# 朝鮮海鹽

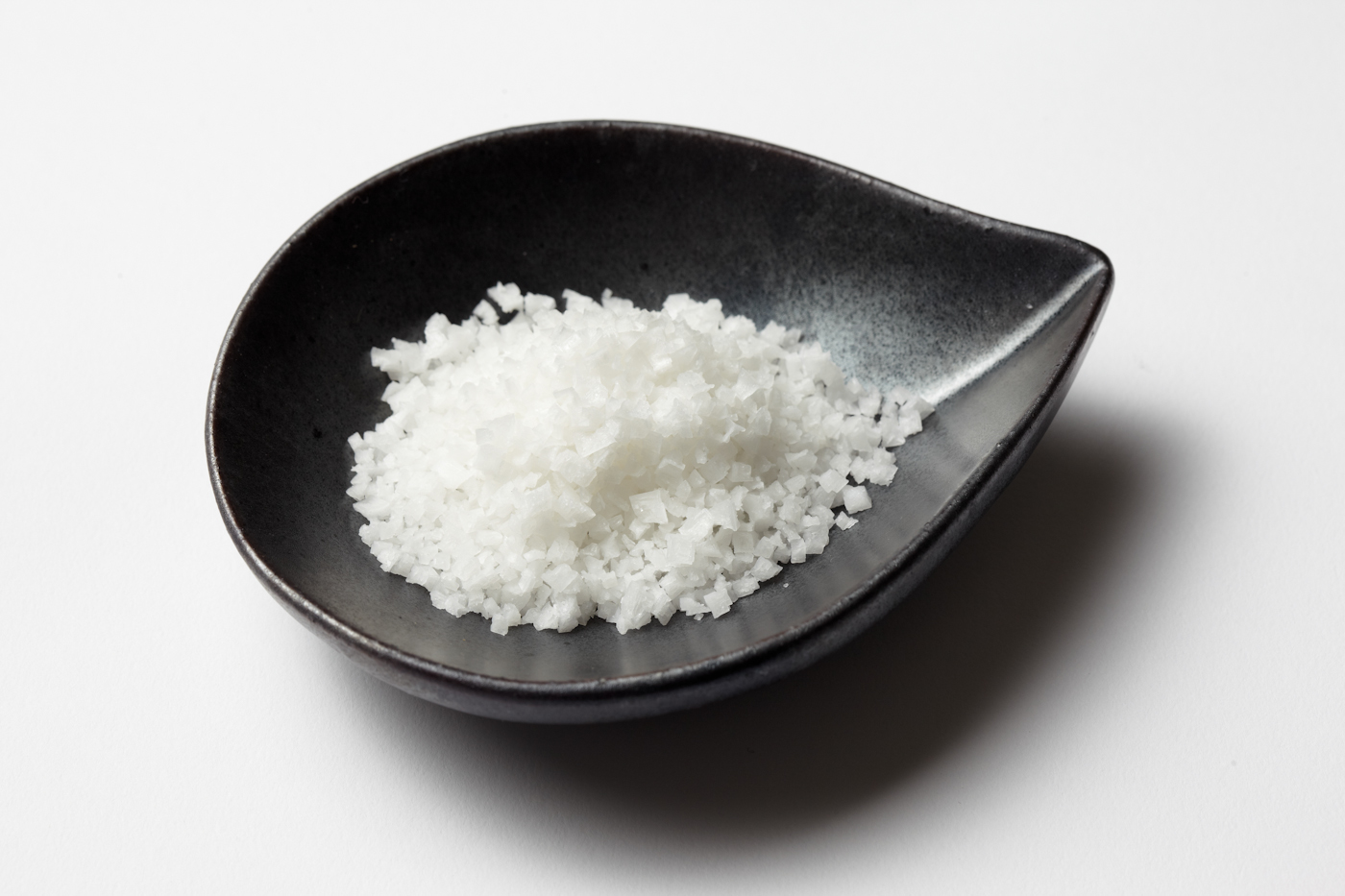
一碗朝鮮海鹽

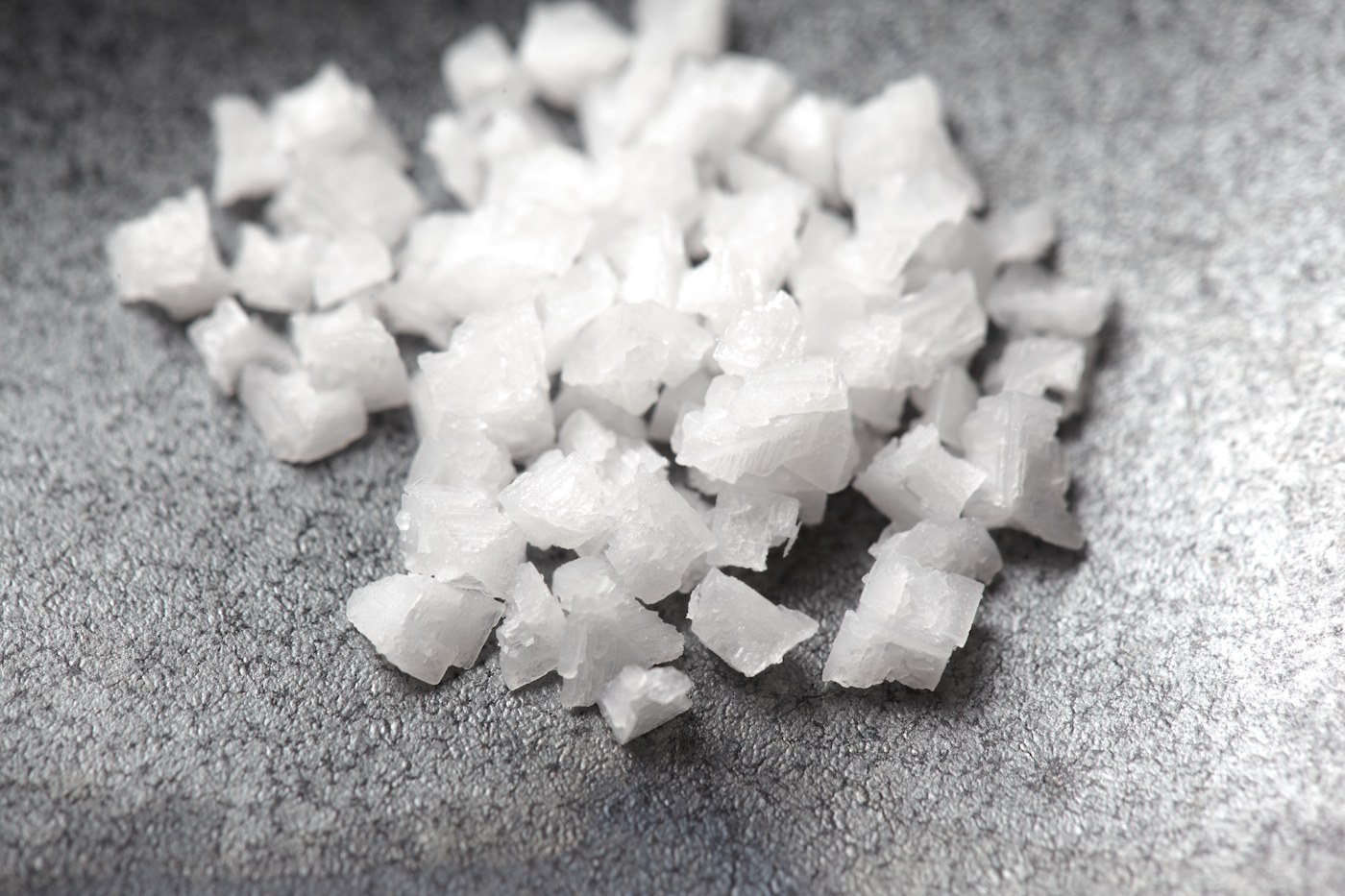
Korean sea salt crystals

朝鮮海鹽是一種比普通食鹽顆粒更大的食用鹽。 它在韓語中被稱為굵은소금（“粗鹽”）或왕소금（；“王/王后鹽”）。該種鹽主要用於製作泡菜時醃製大白菜。因為它經過最低限度的加工，所以鹽中存在微生物，有助於在發酵食品中產生風味。